# Times Roman
Ez a szócikk a Times Roman betűtípusról szól. Hasonló nevű párjáról lásd a Times New Roman lapot.
A Times Roman főleg hosszú szövegekben használt serif betűkép. A Linotype tervezte azért, hogy versenyezhessen a Monotype cég Times New Roman betűképével. Mindkét betűtípus egy Plantin nevűből származik. Az olvashatóságuk és a gazdaságos helyfelhasználásuk lehetővé tette, hogy az Egyesült Államokban a második világháború alatt kizárólag csak ilyen betűtípussal nyomtattak újságot. Digitális változatuk már megtalálható volt a legelső Postscript nyomtatókban (később lézernyomtatókban is) és az Acrobat Reader termékben is jelen vannak, mint alap-betűkép.
A Times Roman és Times New Roman közti különbségek leginkább jogi alapúak. Habár vannak apró eltérések a két típus között, mégis az olvasáskor ezek nem tűnnek fel.
A Microsoft Windows operációs rendszere a Monotype "Times New Roman"-ját használja, míg a Macintosh gépek a Linotype "Times Roman"-ját.
Digitális betűkép rendszerekben általában a Times (New) Roman az első megvalósított betűkép; ugyanakkor ki lehet vele mutatni a rendszer minőségét is.

## Külső hivatkozások
- Times Roman vs. Times New Roman Archiválva 2006. július 20-i dátummal a Wayback Machine-ben (angolul)